# 拉努西亚
拉努西亚，是西班牙巴伦西亚自治区阿利坎特省的一个市镇。总面积21km2，总人口6587人（2001年），人口密度314人/km2。